# عمران جاويد
عمران جاويد (بالإنجليزية: Umran Javed) (1979 - ) هو المتحدث السابق باسم جماعة "المهاجرون"، وهي منظمة إسلامية محظورة في بريطانيا، أدانت محكمة بريطانية عمران بتهم التحريض على القتل والكراهية والعنصرية، بسبب هتافه في أحد المظاهرات أمام السفارة الدنماركية في بريطانيا، حيث هتف ضد الولايات المتحدة والدنمارك قائلًا: «أبو مصعب الزرقاوي سيعود و7/7 في طريقه» كان هذا الهتاف أمام السفارة الدنماركية في أعقاب الرسوم الكاريكاتورية المسيئة للنبي محمد في صحيفة يولاندس بوستن.
بعد ستة أسابيع من المظاهرة داهمت الشرطة البريطانية منزله وألقت القبض عليه.
وفي 18 يوليو 2007 حكم القاضي برايان باركر عليه بالسجن ست سنوات.